# Kollagen-Typ 6α3
Kollagen Typ VI, alpha 3, auch bekannt als Alpha-3-Typ-VI-Kollagen, ist ein perlenschnurartiges Kollagen, das im menschlichen Organismus vom Gen COL6A3 codiert wird. Die Domänen des Proteins binden Proteine in der extrazellulären Matrix, um Matrixkomponenten besser organisieren zu können.
Mutationen in diesem Gen werden mit der Bethlem-Myopathie und der kongenitalen Muskeldystrophie Typ Ullrich assoziiert.

## Klinische Bedeutung
COL6A3 könnte als potentieller Biomarker und Target zur Behandlung und Prognose von kolorektalen Karzinomen dienen. Außerdem besitzt das zirkulierende COL6A3-Protein im Blutserum klinische Signifikanz bei der Diagnose der Malignität von duktalen Adenokarzinomen der Bauchspeicheldrüse.
Bei menschlichen Erwachsenen wird die C5-Domäne von COL6A3 im artikulären Knorpel synthetisiert und in die neu geformten Typ-VI-Kollagenfibrillen eingebaut, wird jedoch kurz nach der Sekretion abgespalten und spielt somit für die perizelluläre Typ-VI-Matrix (Knorpelkapsel) keine Rolle.